# Peter Scanavino
Peter Scanavino (Denver, 29 februari 1980) is een Amerikaans acteur. 

## Carrière
Scanavino begon in 2005 met acteren in de televisieserie Jonny Zero, waarna hij nog meerdere rollen speelde in televisieseries en films. Hij is vooral bekend van zijn rol als rechercheur Dominick 'Sonny' Carisi jr. in de televisieserie Law & Order: Special Victims Unit waar hij al in 221 afleveringen speelde (2013-heden). Hij speelde ook eenmaal op Broadway, in 2006 speelde hij de rol van Laurence in het toneelstuk Shining City.

## Filmografie

### Films
Uitgezonderd korte films.
- 2019 The Brief Tragedy of Ernest Carter - als Earnest Carter
- 2013 Mutual Friends - als Nate
- 2013 The Cold Lands - als Carter
- 2012 Frances Ha - als Chef
- 2012 Watching TV with the Red Chinese - als Czapinczyk
- 2011 Javelina - als Chance
- 2010 Zenith - als Jack
- 2010 Happythankyoumoreplease - als Ira
- 2008 The Informers - als Leon
- 2008 Deception - als baliemedewerker bij Rhiga
- 2006 Under Surveillance - als cultleider

### Televisieseries
Uitgezonderd eenmalige gastrollen.
- 2013-heden Law & Order: Special Victims Unit - als Dominick 'Sonny' Carisi jr. - 221+ afl.
- 2021-2024 Law & Order: Organized Crime - als Dominick 'Sonny' Carisi jr. - 3 afl.
- 2006 The Bedford Diaries - als Gunther Halstead - 2 afl.
- 2005 Third Watch - als Stephen - 2 afl.

- International Standard Name Identifier: 0000 0001 2358 0659
- Library of Congress Control Number: no2011107868
- Virtual International Authority File: 173468649
- WorldCat: E39PBJvd8JdHXk9h9Fpg4gRqcP